# Zealous Bates Tower
Pour les articles homonymes, voir Tower.
Zealous Bates Tower (12 janvier 1819 – 20 mars 1900) était un soldat et ingénieur américain qui servit dans l'Armée de l'Union pendant la guerre de Sécession. Il fortifia la ville de Nashville (Tennessee).

## Avant la guerre
Zealous Bates Tower est diplômé de l'académie militaire de West Point en 1841,.